# Theurgus kerzneri
Theurgus kerzneri là một loài ruồi trong họ Asilidae. Theurgus kerzneri được Lehr miêu tả năm 1974. Loài này phân bố ở vùng Cổ Bắc giới.